# Polina Gorsjkova
Polina Petrovna Gorsjkova, född 22 november 1989 i Toljatti, Ryska SFSR, Sovjetunionen
, nuvarande Ryssland, är en rysk handbollsspelare som spelar som vänstersexa.

## Klubbkarriär
Gorsjkova började spela handboll vid tio års ålder i sin födelseort. I ungdomsåren vann hon ryska ungdomsmästerskapen 2004, 2005 och 2006. Hon spelade vänstersexa från 2006 i GK Ladas damlag. Tillsammans med Lada vann hon ryska mästerskapet 2008 och EHF-cupen 2012 och 2014. Hon spelade för GK Lada i födelsestaden  under 13 säsonger från 2006 till 2019. Hon vann också ryska cupen 2006 med Lada. 2019 bytte hon klubb till CSKA i Moskva. Med CSKA tog hon sin andra ligatitel i Ryssland 2021.

## Landslagskarriär
Gorsjkova var med och vann guldmedaljen vid Universiaden 2015 i Gwangju med det ryska studentlandslaget. Hon spelade för det ryska landslaget strax före OS 2016 men fick inte plats i OS-truppen. Sen var hon inte med i landslaget förrän i mars 2020 då hon återigen var med i en träningstrupp i landslaget. Hon var sedan med och tog OS-silver i damernas turnering i handboll vid olympiska sommarspelen 2020 i Tokyo. RUC förlorade finalen med 25–30 till Frankrike. Inför OS i juli hade hon spelat 23 landskamper och lagt 44 mål.